# Ràdio Nacional de Bulgària
Ràdio Nacional de Bulgària (en búlgar, Българско национално радио, Bâlgarsko natsionalno radio), també coneguda per les seves sigles BNR (БНР) és l'empresa pública de ràdio de Bulgària, fundada el 1930. Gestiona dues emissores nacionals, set regionals, un servei web i la xarxa internacional Ràdio Bulgària, que emet en onze idiomes.
És membre actiu de la Unió Europea de Radiodifusió.

## Història
L'origen de l'actual BNR és una emissora anomenada Radio Rodno, fundada el 30 de març de 1930 a Sofia per intel·lectuals per promoure la cultura. El 25 de gener de 1935 el tsar Borís III no va dubtar a nacionalitzar-la i va impulsar altres dues emissores d'ona mitjana a Stara Zagora i Varna. El 21 de maig de 1936, les tres van començar a emetre la mateixa programació en una xarxa nacional.
Durant la Segona Guerra Mundial, la ciutat de Skopje (actual Macedònia del Nord) va funcionar sota aquesta xarxa des de 1941 fins al seu alliberament el 1944, any en què es va crear Makedonska Radio Televizija.
En acabar la guerra es va proclamar la República Popular de Bulgària i la ràdio nacional va patir una completa transformació. El 15 de març de 1948 es va crear un segon canal, mentre que el 2 de juliol de 1955 es va obrir la primera emissora regional a Plòvdiv. Amb la creació de la Televisió Nacional de Bulgària el 1959, el govern comunista va reforçar el seu control sobre els mitjans de comunicació en crear un comitè estatal.
El 1971 la ràdio i la televisió van passar a funcionar per separat, la qual cosa s'aprofita per reestructurar l'oferta radiofònica. El primer canal es converteix en Radio Horizont, una emissora informativa inspirada en la fórmula de France Inter. El segon canal va passar a anomenar-se Khristo Bòtev en honor del poeta homònim, i el 28 de març del mateix any es van crear les cadenes Orfeu, especialitzada en música clàssica, i Znanie, amb espais culturals.
Amb l'arribada de la democràcia el 1990, el servei públic de ràdio es va reestructurar per afrontar la competència privada. Orfeu i Znanie es van tancar el 1992 i la seva programació va passar a Khristo Bòtev, per la qual cosa la BNR va passar a comptar amb dos senyals nacionals. En el seu lloc, va apostar per reforçar la xarxa de cadenes regionals, amb la reobertura de Radi Sofia el març de 2007. El 1995 va rebre un Premi Ondas en la categoria Internacionals de ràdio pel programa 12 + Plias.

## Emissores

### Nacional
- Horizont: Emissora amb informatius, música contemporània, debats i butlletins cada hora.
- Khristo Bòtev: Emissora cultural amb programes de ciència, art, infantils i música clàssica.
- Binar: Servei exclusiu d'internet, dirigit al públic jove.

### Internacional
Radio Bulgaria és el canal internacional per a la diàspora búlgara. Presta servei en onze idiomes: búlgar, castellà, anglès, francès, rus, alemany, albanès, àrab, grec, serbi i turc.

### Regional
- Ràdio Blagòevgrad
- Ràdio Burgàs
- Ràdio Plòvdiv
- Ràdio Xumen
- Ràdio Sofia
- Ràdio Stara Zagora
- Ràdio Varna
- Ràdio Vidin